# 5390 Huichiming
5390 Huichiming (1981 YO1) là một tiểu hành tinh vành đai chính bên trong.